# Ganodermataceae
Ganodermataceae là một họ nấm thuộc bộ Polyporales.